# Raimondo Franchetti
Raimondo Franchetti (Firenze, 31 gennaio 1889 – Almaza, 7 agosto 1935) è stato un esploratore italiano, tra i più importanti del XX secolo, soprattutto per quanto riguarda l'Africa.

## Biografia

### Primi anni
Nacque da Alberto di Raimondo, noto operista, e dalla contessina reggiana Margherita di Arnoldo Levi. I Franchetti e i Levi erano due facoltose famiglie ebraiche: i primi discendevano dal livornese Abramo Franchetti (nominato barone dal re di Sardegna Vittorio Emanuele II), erano divenuti famosi in Europa tra la fine dell'Ottocento e i primi decenni del Novecento per i loro numerosi interessi artistici e perché godevano di un patrimonio non indifferente, costituito sia da investimenti mobiliari, sia da immense proprietà agricole, allevamenti ed attività industriali in varie parti d'Italia; gli altri erano esponenti della vita pubblica di Reggio Emilia e il prozio Ulderico Levi era stato nominato senatore.
Cresciuto in tale ambiente, sin da bambino Raimondo sembrò fare propri gli elementi caratterizzanti della sua famiglia: l'attivismo ottocentesco e l'irrequietezza novecentesca. Mostrò da subito un carattere vivace, intraprendente e ribelle. Era amante della natura e si mostrava insofferente verso l'istruzione accademica dei rigidi collegi a cui era inevitabilmente avviato dai familiari in quanto figlio di una casata agiata. Passò da un collegio all'altro, vivendo continui spostamenti tra i vari palazzi e le varie ville possedute dalla famiglia, soprattutto dopo che il divorzio dei genitori nel 1897 lo affidò alla custodia del padre Alberto, sempre impegnato a viaggiare a causa dei suoi numerosi impegni e delle sue relazioni musicali.
È possibile che in questi anni il ragazzino, avverso alla rigida e tradizionale cultura scolastica, si sia immerso nella lettura delle opere di Emilio Salgari che in quegli anni pubblicava a puntate sui quotidiani i suoi primi, celebri lavori; sono facilmente intuibili gli effetti che il senso d'esotismo, d'avventura e d'anticonformismo di tali romanzi possano aver avuto sulla formazione del giovane Raimondo, il quale – forse anche per questo – coltivò tra le sue attività preferite la caccia e i viaggi.

### I primi viaggi e la grande guerra

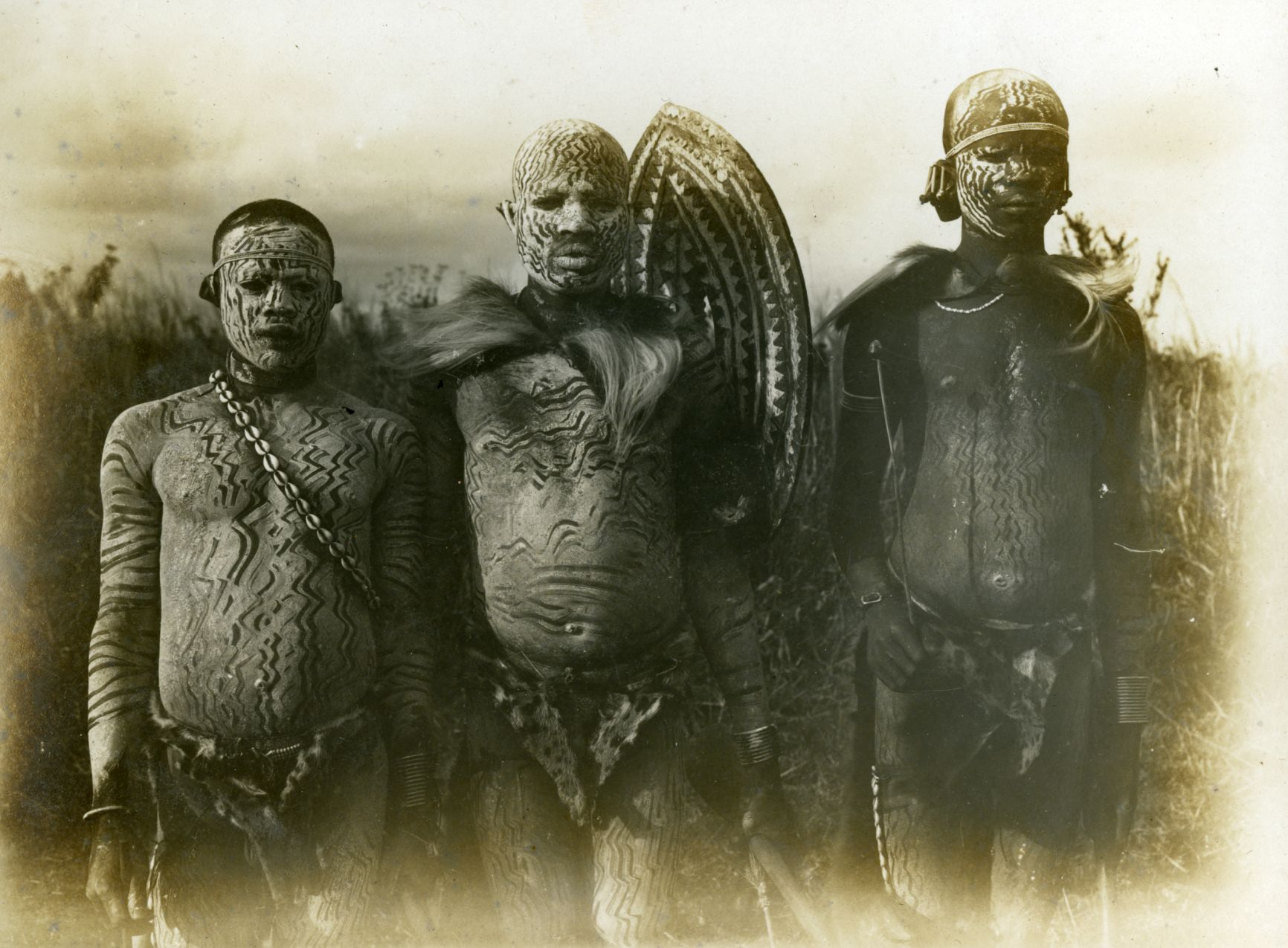
Fotografia di guerrieri di probabile etnia Kikuyu, scattata nella spedizione di Franchetti del 1914, dall'archivio dei Musei di Reggio Emilia

Grazie anche all'enorme disponibilità finanziaria ereditata dopo la morte del nonno (nel 1905), nel 1907, appena diciottenne si imbarcò in una spedizione venatoria per il Nord America dove percorse le Montagne Rocciose, tra Stati Uniti e Canada. Dopo il servizio militare, riprese i suoi viaggi con le sue prime vere avventure da esploratore, rivolgendosi all'Indocina e a luoghi salgariani come Malaysia, Annam e arcipelago indonesiano. Nel 1911 documentò la rivoluzione in Cina, mentre nel 1912 visitò il Sudan. Tra 1912 e 1914 visitò in varie riprese il continente africano, che all'epoca era in Europa simbolo di avventura e fascino misterioso, battendo alla ricerca di selvaggina esotica territori già conosciuti (Uganda, Sudan, Kenya...) risalì il corso del Nilo addentrandosi nel Bahr-El Gazal, zona allora parzialmente vergine. In una di queste spedizioni portò con sé Luca Comerio (fotografo ufficiale di Casa Savoia nonché pioniere del documentario e dell'industria cinematografica italiana) e si fece riprendere nelle sue battute di caccia, sulle spoglie degli animali uccisi e tra le danze tradizionali degli abitanti locali, mostrando un'attenzione particolare per i mezzi mediatici: i suoi viaggi saranno sempre documentati da abbondante materiale iconografico e finiranno per diventare importanti testimonianze riutilizzate anche in vari cortometraggi di registi contemporanei, come la sua testimonianza cine-fotografica sull'esplorazione della Dancalia.
Reperti etnografici e tassidermie, raccolti nei viaggi e nelle cacce in estremo Oriente ed Africa, vennero donati da Raimondo Franchetti, e dopo la morte dalla moglie Bianca, ai Musei Civici di Reggio Emilia.
Durante la Grande guerra Raimondo, seppur addestrato in un reparto di cavalleria, al fronte fu impiegato nel corpo delle automitragliatrici blindate dove la sua esperienza come automobilista lo rese un elemento prezioso e dove compì numerosi gesti eroici, per i quali fu proposto per una medaglia d'argento che egli rifiutò, pregando il proponente di ritirare la proposta (secondo alcuni per timore che i suoi compagni d'armi venissero a conoscenza delle sue origini benestanti e potessero pensare che ci fossero delle forme di riguardo e favoritismi nei suoi confronti). Restò al fronte dal 1915 al 1919, anche dopo i trattati di pace rimase ad Innsbruck con i reparti che presidiavano il territorio. Al momento del congedo dal servizio militare tornò a casa, a Venezia, dove prese la residenza nel Palazzo Cavalli-Franchetti.

### Il dopoguerra e le esplorazioni

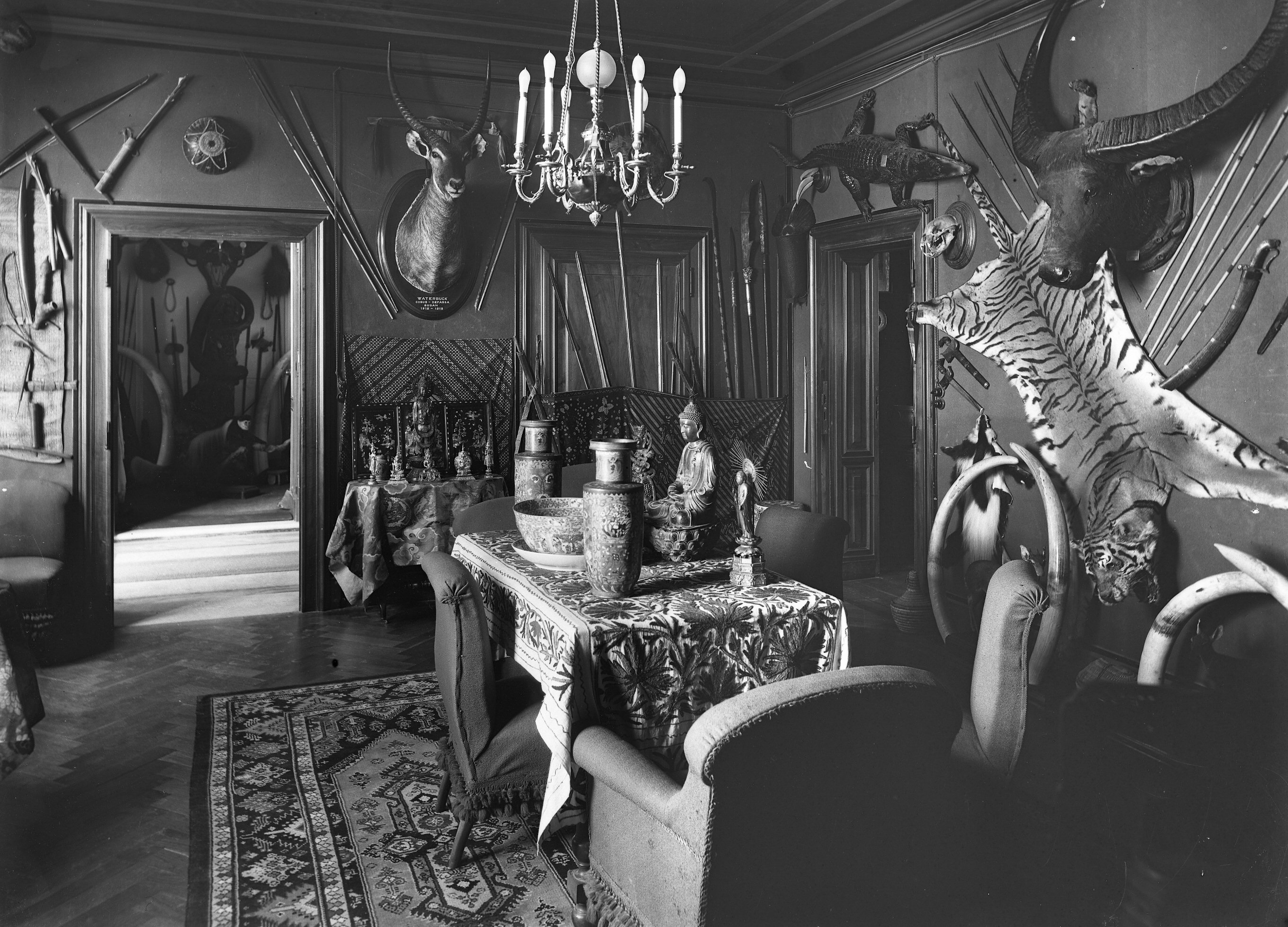
Interno di Palazzo Franchetti a Reggio Emilia negli anni trenta circa

Nel 1920 sposò a Venezia la contessina Bianca Moceniga Rocca, discendente per parte di madre dalla famiglia dei dogi Mocenigo, da cui ebbe quattro figli: Lauretana (detta familiarmente Simba che significa "leone" in swahili), Lorian, Afdera (dal nome di un vulcano della Dancalia), quarta moglie di Henry Fonda, e Raimondo Nanuk (il nome dell'orso bianco). Dal 1921 i suoi viaggi si indirizzarono soprattutto in Africa da cui portò numerosi reperti di interesse naturalistico ed etnografico. L'affermarsi del governo fascista di Mussolini venne probabilmente accolta con approvazione da Raimondo, ma senza particolare entusiasmo, almeno fino a quando il fascismo non si occupò di un argomento a che a lui stava particolarmente a cuore: l'espansione italiana in Africa.
Ebbe inizio una "seconda fase" della vita di Raimondo come esploratore; non più soddisfatto dal percorrere strade già note, tra il 1928 e il 1929 compì la sua impresa più ambiziosa: esplorò la quasi del tutto sconosciuta Dancalia da est a ovest, dalle coste dell'Eritrea fino all'Acrocoro etiopico, da Assab a Mai Ceu, per poi ridiscendere nel deserto dancalo e ripercorrerlo, più a sud dell'itinerario precedente, tornando poi alla costa. Mentre la maggior parte dei compagni, stremati dalle fatiche e dalle malattie, fu costretta ad interrompere la spedizione al momento della risalita sull'Acrocoro, Raimondo, il mineralogo Maglione e l'operatore Craveri, ripresero all'inverso il percorso del bassopiano, riuscendo a raggiungere uno degli obiettivi dichiarati di Franchetti: ritrovare i resti degli esploratori Giuseppe Maria Giulietti e Biglieri, addentratisi in quelle zone mezzo secolo prima di loro (nel 1881) e mai più rivisti (furono attaccati e sterminati dai predoni). Raimondo strinse amicizie e prese contatto con le popolazioni e i capi locali; ciò gli tornerà utile quando, in preparazione alla Guerra d'Africa, si dedicherà ad un'attività di Intelligence tra i popoli abissini in favore del governo italiano. All'impresa venne aggregato anche l'amico Saverio Patrizi, profondo conoscitore del Corno d'Africa.
La spedizione di Franchetti ebbe risultati politici rilevanti, sebbene coperti da silenzio; era un momento in cui l'Italia intratteneva con l'Etiopia del giovane imperatore Hailé Selassié rapporti amichevoli, sperando di ottenerne l'appoggio per rafforzare la stentata economia della colonia Eritrea attraverso i commerci con l'altipiano. D'altra parte, però, si stabilivano, più o meno nascostamente, rapporti anche con alcuni dei litigiosi feudatari etiopi, da sempre avversi al potere centrale. Uno dei più potenti di tali feudatari era Ras Hailù, signore del ricco territorio del Goggiam, nel quale si trovava anche buona parte del lago Tana, una delle principali riserve di alimentazione del Nilo. Già da diversi anni sia Gran Bretagna che Italia cercavano di ingraziarsi Hailù per ottenere l'autorizzazione alla costruzione di una diga sul Tana, che avrebbe garantito il controllo sul Nilo, quindi della colonia inglese del Sudan, fino all'Egitto. Con Hailù, Franchetti aveva avuto un incontro già qualche mese prima della sua partenza per la Dancalia. Ci sono buone ragioni per ritenere che uno dei principali obiettivi della spedizione fosse proprio un'attività di "promozione" in Etiopia della capacità e della potenza italiana, nonché l'invio ad Hailù di una certa quantità di armi e munizioni. Se la partenza della spedizione italiana non fosse stata (con grande scontento del barone) rimandata più volte per motivi diplomatici e burocratici, gli "aiuti materiali" (armi e munizioni) si sarebbero avuti non nella primavera del '29, ma nell'inverno del '28, cioè mentre il governo di Hailé Selassié non riusciva ancora a domare le rivolte interne di Uoggerat, Azebò Galla e Raia Galla dimostrando così una certa debolezza nei confronti dei feudatari.
La spedizione fu accolta trionfalmente dal regime fascista e poi esaltata come rientrante nelle molteplici attività di politica internazionale relative al Corno d'Africa, tra quelle in concorrenza con le potenze coloniali ed i finanzieri americani ed europei (che operavano in Africa già dal XIX secolo). Da allora Franchetti, animato da un forte nazionalismo, offrì senza contropartita le sue attività allo stato italiano, pur non essendosi mai tesserato per il partito fascista. Nel 1932 tentò di ricollocare sul trono d'Etiopia il legittimo imperatore Iyasu V, al posto dell'usurpatore Hailé Selassié, fallendo nell'intento. Nel 1935, in vista dell'ormai imminente guerra contro l'Etiopia, si stabilì a Beilul, presso Assab, per partecipare, grazie ai suoi numerosi contatti con i ras ed i notabili locali, all'organizzazione dell'intelligence italiana sui luoghi, invitandoli a schierarsi, al momento opportuno, a favore dell'Italia.

### La morte

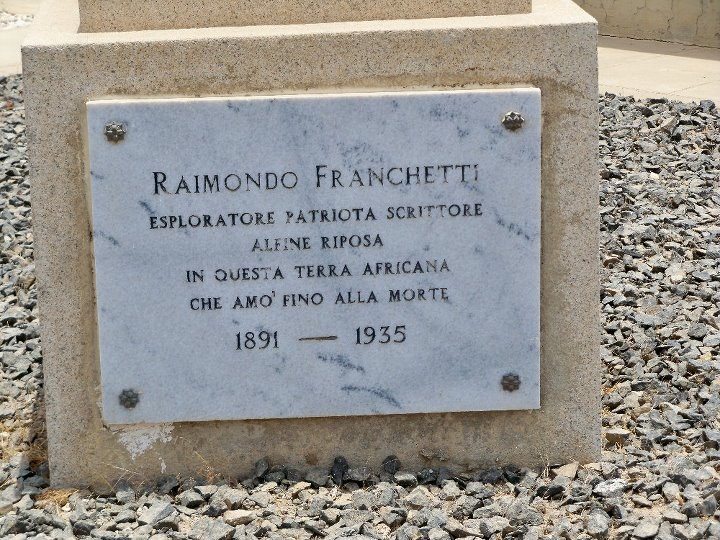
Tomba dell'esploratore Raimondo Franchetti presso il cimitero italiano di Massaua

Dopo un breve rientro in Italia, tornò in Etiopia per accompagnare Luigi Razza, Ministro dei Lavori Pubblici del Regno d'Italia. L'aereo, decollato da Guidonia e destinato ad Asmara in Eritrea, fece tappa al Cairo per la notte. La mattina del 7 agosto 1935, dieci minuti dopo il decollo, un'esplosione fece precipitare l'aereo provocando la morte dei sette occupanti (tre passeggeri e quattro d'equipaggio).
L'incidente suscitò immediatamente vasta eco, anche sulla stampa estera, e subito si parlò di attentato, forse ad opera di agenti segreti britannici, ma le vere cause non furono mai chiarite. Anzi, la commissione di inchiesta inviata dal governo italiano, per probabili ragioni di opportunità politica (era un momento di agitazione per le attività diplomatiche inglesi e italiane, a causa dell'imminente inizio della Guerra d'Africa) dichiarò rapidamente l'impossibilità di appurare le ragioni dell'incidente, aumentando i sospetti di un evento non proprio accidentale.
L'amore del Barone per il Corno d'Africa permase fino all'ultimo ed è visibile nelle sue volontà di sepoltura: aveva richiesto di essere sepolto in Africa, ad Assab, e lì è rimasto, fino a quando l'eliminazione del cimitero italiano di Assab fece sì che le sue spoglie fossero trasferite a Massaua, dove si trovano ancora oggi presso il locale cimitero italiano.

## Le raccolte Franchetti ai Musei Civici di Reggio Emilia

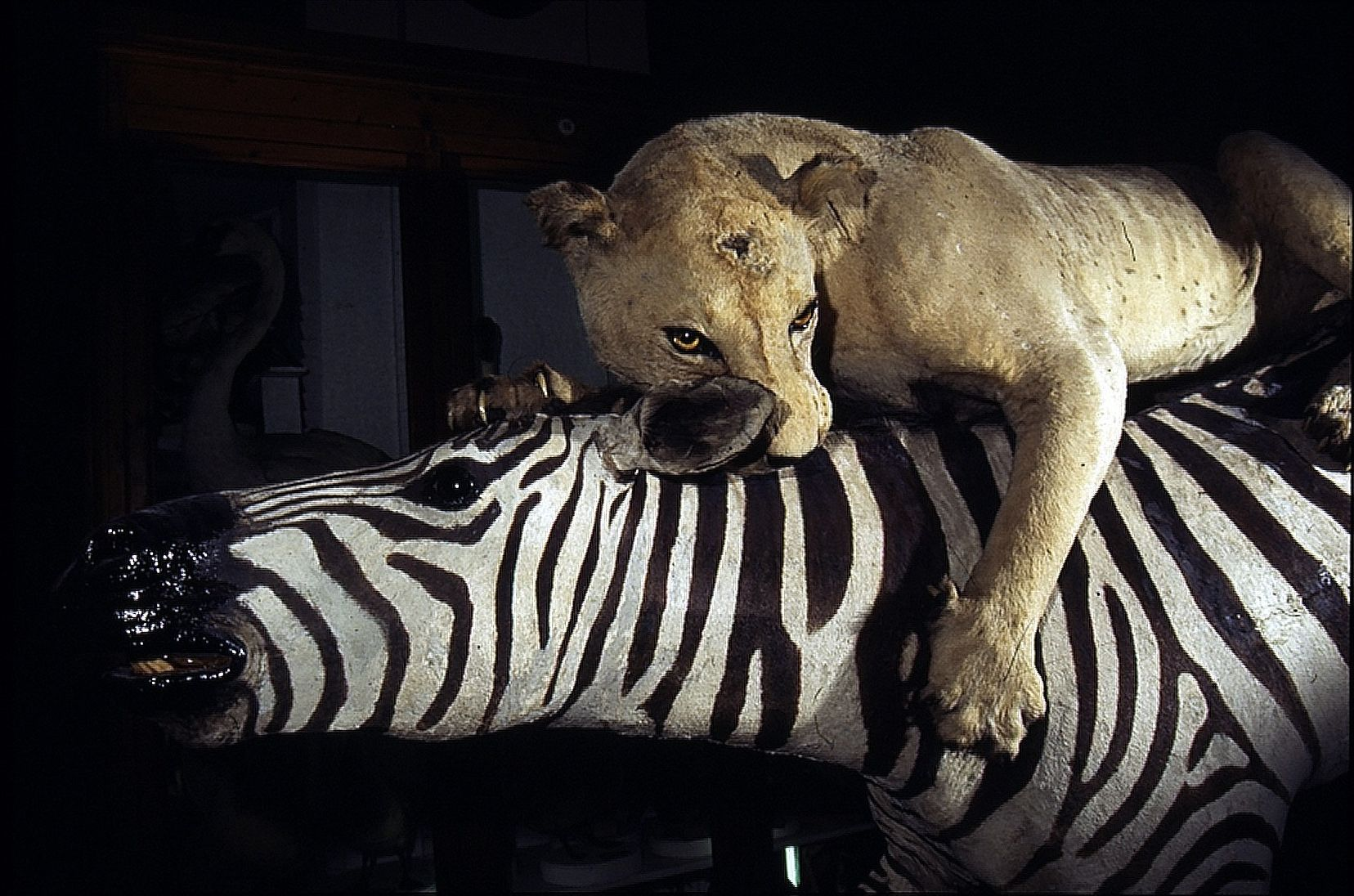
Zebra assalita da leonessa, preparazione tassidermica della raccolta Franchetti esposta ai Musei Civici di Reggio Emilia

Sono due i nuclei collezionistici pervenuti.
Il primo comprende reperti etnografici dall’estremo Oriente (Malesia, Giava, Borneo, Celebes, Nuova Guinea, Indocina), donati dal Barone al rientro dagli avventurosi viaggi del 1911 e 1912, cui si aggiungono testimonianze delle etnie Kikuyu, Meru, Scilluc, incontrate in Africa tra il 1912 e il 1914. Si tratta di raccolte attente ai diversi aspetti della vita delle popolazioni, che includono armi, oggetti di vita quotidiana, costumi, ornamenti, strumenti musicali e fotografie, queste ultime conservate nell’archivio dei Musei.
Il secondo nucleo è costituito dai trofei di caccia, prevalentemente africani, in origine collocati come arredo esotico nelle residenze di famiglia e donati successivamente alla morte del Barone, da parte degli eredi. La raccolta comprende esemplari naturalizzati, crani, pelli, busti e trofei di numerose specie, tra cui diverse antilopi e gazzelle, elefante, giraffa, rinoceronte, collocati nella parte alta delle Sale di zoologia e di etnografia e nei corridoi tra le vetrine. Unico reperto del viaggio del 1907 in Nord America è una pelle di orso bianco. Di particolare rilievo, la ricostruzione di alcune scene di predazione.

## Documentari
1. Film-Documentario "Dal polo all'equatore" di Angela Ricci Lucchi, Yervant Gianikian, Germania 1987.
2. Documentario "La spedizione del Franchetti in Dancalia" di Ettore Della Giovanna, Italia, RAI, 1963.
3. Documentario "Raimondo Franchetti: esploratore della Dancalia" di Mario Craveri e E. Gras, 1963.
4. Documentario "Sulle orme del barone Franchetti" di P. Bonacini, Italia, Teleraggio, 1992.
5. Documentario "Le stagioni dell'aquila" di Giuliano Montaldo, Italia, Ist. Luce, 1997.
6. Documentario "Dancalia, dove il tempo di è fermato" di O. e C. Perrotti, Italia, 1998.
7. Documentario "L'ultimo esploratore. Vita e avventure del Barone Franchetti" di Claudio Costa, Italia, 2013.